# José María Melo
José María Dionisio Melo y Ortiz (Chaparral, 9 de octubre de 1800 - La Trinitaria, 1 de junio de 1860) fue un militar y político colombiano, miembro del Partido Liberal Colombiano.
Melo participó en las guerras de independencia de América del Sur como subalterno de Simón Bolívar, recibiendo amplios homenajes cuando se consolidó la liberación suramericana. Gozando de respeto estatal, formaba parte del Ejército durante la dictadura de Rafael Urdaneta, quien tomó el poder cuando Bolívar se ausentó del solio presidencial. Tras el fin de la dictadura, Melo fue expulsado de la Nueva Granada, asilándose en Venezuela con Urdaneta y otros generales bolivarianos. Allí participó en la Revolución de las Reformas por la reunificación con Colombia y en contra del presidente José María Vargas, siendo vencido y expulsado nuevamente hacia Centroamérica y luego a Europa.
Ya en Colombia, Melo como parte de las Sociedades Democráticas apoyó la campaña presidencial del primer liberal José Hilario López en la elecciones de 1849. En 1851, tras la abolición de la esclavitud y como general del Ejército, con el apoyo tres mil artesanos voluntarios de las Milicias Democráticas, logró derrotar a los esclavistas sublevados que amenazaban Bogotá. Por iniciativa de los artesanos, lideró el golpe de Estado en la República de la Nueva Granada con el que se proclamó «Jefe Supremo de Estado» dando inicio a la guerra civil de 1854. No obstante, el conflicto terminó con la Toma de Bogotá por parte de las tropas liberales tras la cual Melo fue exiliado nuevamente a Centroamérica, donde luchó contra la invasión dirigida por William Walker. En México, donde participó en los conflictos sociales de mediados del siglo XIX, llegó a ser el líder regional de las tropas del presidente Benito Juárez,
Melo murió fusilado en 1860, y sus restos reposan en México. Pese a su importancia histórica y de que en México goza de amplia aceptación y su memoria es honrada, en Colombia es menos conocido.

## Biografía
José María Dionisio Melo y Ortiz, nació en Chaparral, en la Provincia de Mariquita (hoy Tolima), en el Virreinato de la Nueva Granada, el 9 de octubre de 1800.

## Trayectoria político-militar

### Guerras de independencia hispanoamericanas
Con 18 años, en 1819, Melo se unió en el Ejército Libertador y participó en varias de las batallas de la independencia de América del sur: en Bomboná y Pichincha en 1822; en Junín, y en la Batalla de Ayacucho que selló la independencia de las antiguas colonias españolas. 
Fue condecorado por su participación en estas batallas y recibió el busto de "El Libertador". Melo participó en el segundo sitio del Callao en 1825, y en la batalla del Portete de Tarqui en 1829.

### La Gran Colombia

#### Dictadura de Urdaneta
La dictadura de Rafael Urdaneta fue el período de la historia la Gran Colombia correspondiente con el ejercicio por el general venezolano Rafael Urdaneta de la Jefatura del Estado entre el 5 de septiembre de 1830 y el 30 de abril de 1831.
Simón Bolívar renunció a la presidencia de Colombia desde el inicio del Congreso Admirable, renuncia que fue aceptada hasta el 4 de mayo de 1830. Una vez concluido el Congreso Admirable, se había sancionado una nueva constitución en mayo de 1830 y se había elegido presidente al rico terrateniente Joaquín Mosquera y vicepresidente al militar de vieja data, Domingo Caycedo, no sin una considerable oposición.
De las nuevas condiciones implantadas por el órgano legislativo, surgió una sublevación que condujo a una nueva dictadura, esta vez en cabeza de Urdaneta, el 5 de septiembre de 1831, quien afirmó tomar el poder en nombre de Bolívar hasta su regreso, y depuso al vicepresidente Caycedo, quien estaba reemplazando a Mosquera.
Al morir Bolívar el 17 de diciembre de 1830, Urdaneta perdió el apoyo de los bolivarianos y su causa quedó sin fundamentos, presentándose enfrentamientos contra su gobierno, exigiéndose al exvicepresente Caycedo que regresara al poder, hecho que ocurrió hasta el 2 de mayo de 1831. Como Mosquera no quiso asumir el mando, Caycedo completó su período constitucional.
Después de haber aceptado el Convenio de Apulo, Urdaneta y otros oficiales que lo apoyaban fueron expulsados del país.
 Entre ellos se encontraba Melo, quien estabo preso en el castillo de San Fernando de Bocachica (Cartagena) de enero a agosto de 1831. Ese mismo mes, fue exiliado con rumbo a Curazao.

### Exilio
Tras la disolución de la Gran Colombia y su expulsión del país, Melo logró radicarse en Caracas, donde contrajo matrimonio la entonces cuñada del general Urdaneta María Teresa Vargas y París Allí se vinculó al grupo de oficiales que se levantaron contra el presidente venezolano José María Vargas, en 1835 durante la Revolución de las Reformas, esto con la intención de exigir la reunificación de la Gran Colombia, reformas políticas, religión católica única y el fin del poderío económico de la aristocracia local, fortalecida con el comercio.
Entre los rebeldes estaban Luis Perú de Lacroix y Pedro Carujo. Encabezaron el levantamiento Santiago Mariño, Pedro Briceño Méndez, Diego Ibarra y Julián Castro. Obtuvieron un efímero triunfo. El coronel Melo se encargó de comandar a las tropas que exiliaron al presidente Vargas y al vicepresidente Andrés Narvarte. Al retomar el poder el general José Antonio Páez con el apoyo de Urdaneta, los revolucionarios fueron separados de sus familias y desterrados, unos a las Antillas, y otros a Nicaragua.
Melo al recibir la pena de expulsión de Venezuela, el 13 de septiembre de 1836, que había sido conmutada por la anterior sentencia pena de muerte dictada el 11 de agosto de 1836, se dirigió primero a Curazao, luego a Nicaragua y posteriormente, en diciembre de 1836, a Europa.
En Europa, además de estudiar en la Academia Militar en Bremen, Baja Sajonia, se interesó por las ideas socialistas que se debatían en círculos locales. Allí conoció las tesis de Charles Fourier, quien denunciaba que en Europa la superabundancia se convierte en fuente de abundancia y penuria. Leyó, La Industria y El Sistema de Henri de Saint-Simon. 

### República de la Nueva Granada

#### Regreso al país
Viendo como oportunidad el indulto ofrecido por el presidente José Ignacio de Márquez a los veteranos de la guerra de Independencia, en enero de 1840 durante la guerra de los supremos, Melo logró regresar al país ese mismo año. En 1841 Melo se radicó en Ibagué, dedicándose a labores comerciales y llegó a ser jefe político ese cantón, casando por esos años, nuevamente. El 27 de mayo de 1847 fue reincorporado al Ejército de la Nueva Granada con el grado de Coronel.

#### Las Sociedades Democráticas
José María Melo participó con Ambrosio López de la fundación de las Sociedad de Artesanos de Bogotá, organizada por los artesanos e intelectuales socialistas influenciados por Saint-Simon y Fourier, y apasionados lectores de la obra de Louis Blanc, La Organización del Trabajo y el recientemente publicado libro de Proudhon, ¿Qué es la Propiedad?. Los líderes de los artesanos habían participado de Sociedades Bíblicas creadas para leer la traducción al castellano de la Biblia.

#### Gobierno de Tomás Cipriano de Mosquera (1845-1849)
En septiembre de 1846 Tomás Cipriano de Mosquera dio el control económico de su administración a Florentino González, quien desde su posesión anunciaba cambios previstos en la nueva política gubernamental, líderes y representantes coincidían en cambios urgentes sobre el sistema tributario y nuevas estrategias que favorecieran ingresos nacionales aumentando las exportaciones, inversiones con capital extranjero y mejoras en la infraestructura que era la mayor preocupación. Sin embargo desestimaron posibles consecuencias sobre el mercado interno y efectos sobre la producción nacional de manufacturas.
Para 1847 Gónzalez bajó los precios de importación de productos en las aduanas esperando mejores resultados pero la producción nacional empezó a desmoronarse y los precios en vez de bajar subieron, esto ocasionó que los productores nacionales dieran sus protestas y demandas contra el gobierno de una manera fuerte. Las reformas propuestas por González dejaban al artesanado relegado a un papel retrogrado, en donde eran vistos como estorbos para la puesta en marcha de la “civilización” en el país. Las elites, al observar la reticencia de estos sectores que antes los apoyaban no dudaron en repudiar a sus protegidos, tildándolos de «brutos e incapaces de pensar».

#### Gobierno de José Hilario López (1849-1853)
En las elecciones presidenciales de 1849 y los artesanos apoyaron la candidatura del abolicionista de la esclavitud José Hilario López Valdés (quien no era pariente de Ambrosio López Pinzón), y según la versión de los conservadores, los artesanos amenazaron de muerte a los congresistas de la época si López Valdés no era elegido presidente, siendo uno de los congresistas que lo apoyó su rival conservador Mariano Ospina Rodríguez. Para entonces las elecciones eran indirectas, los ciudadanos varones elegían compromisarios. Aprovechando la división conservadora, López Valdés obtuvo la mayoría de votos y el pueblo de Bogotá se levantó en su apoyo para evitar que los ministeriales se unieran.

##### Guerra civil de 1851
Los propietarios de esclavos y conservadores dirigidos por el poeta Julio Arboleda, se levantaron en armas contra las nuevas leyes en el Cauca, Antioquia, Cundinamarca y Tolima y desataron la guerra civil de 1851. El gobierno nombró entonces al general José María Obando (quien había sido presidente encargado en épocas de Santander) como general en jefe del Ejército del Sur para enfrentar las tropas de Arboleda que habían tomado Pasto.
Las Sociedades Democráticas se movilizaron para defender las reformas democráticas y garantizaron una respuesta inmediata a la rebelión esclavista. Engrosaron las filas de la Guardia Nacional Auxiliar con numerosos voluntarios de las milicias democráticas. En Popayán, Obando contó con esta fuerza regional, así como con la enviada por los artesanos de Cali para participar en la recuperación de Pasto. Destacamentos de voluntarios de esa Guardia Nacional fueron enviados desde Bogotá a la provincia de Mariquita y a Antioquia, donde también arribaron guardias de Cali.
En Cundinamarca la rebelión conservadora fue dirigida por los hermanos Mariano y Pastor Ospina, y para contenerla el presidente López llamó a Melo, y lo ascendió a general, encontrando gran aceptación en la tropa, organizó con los artesanos tres mil voluntarios de las Milicias Democráticas para fortalecer la Guardia Nacional y logró derrotar a los sublevados de Guasca. Tras la derrota de la rebelión conservadora, Melo estuvo desde el 13 de agosto de 1851 al frente del Montepío Militar y el 19 de junio de 1852 fue designado Comandante del Ejército en Cundinamarca.

#### La división liberal entre gólgotas y draconianos
La división del Partido Liberal entre gólgotas y draconianos fue una ruptura ideológica entre los dos bandos de dicho partido político colombiano en sus inicios tras su fundación en 1848. El sector liberal se fragmentó en dos partes: comerciantes a quien llamaban Gólgotas, que estaban de acuerdo con las políticas del librecambio y socialistas, los artesanos Draconianos quienes defendían el proteccionismo.
Ante las demandas de los artesanos, el presidente liberal José Hilario López (1849-1853) aceptó subir moderadamente impuestos de aduana a varios productos. No obstante, los artesanos pidieron además actividades sociales que buscaban la protección de clases trabajadoras, sin embargo el Congreso se opuso a esa demanda y a nuevas alzas de aranceles para productos importados, lo que provocó manifestaciones de protesta de los artesanos. El proyecto liberal, proclamó la supresión de resguardos, ejidos y barreras proteccionistas para dar paso al libre cambio. 

#### Golpe de Estado

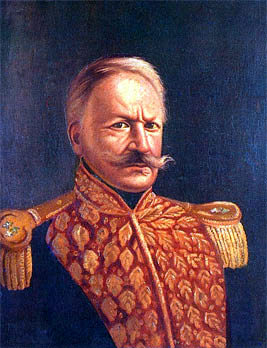
El General José María Obando.

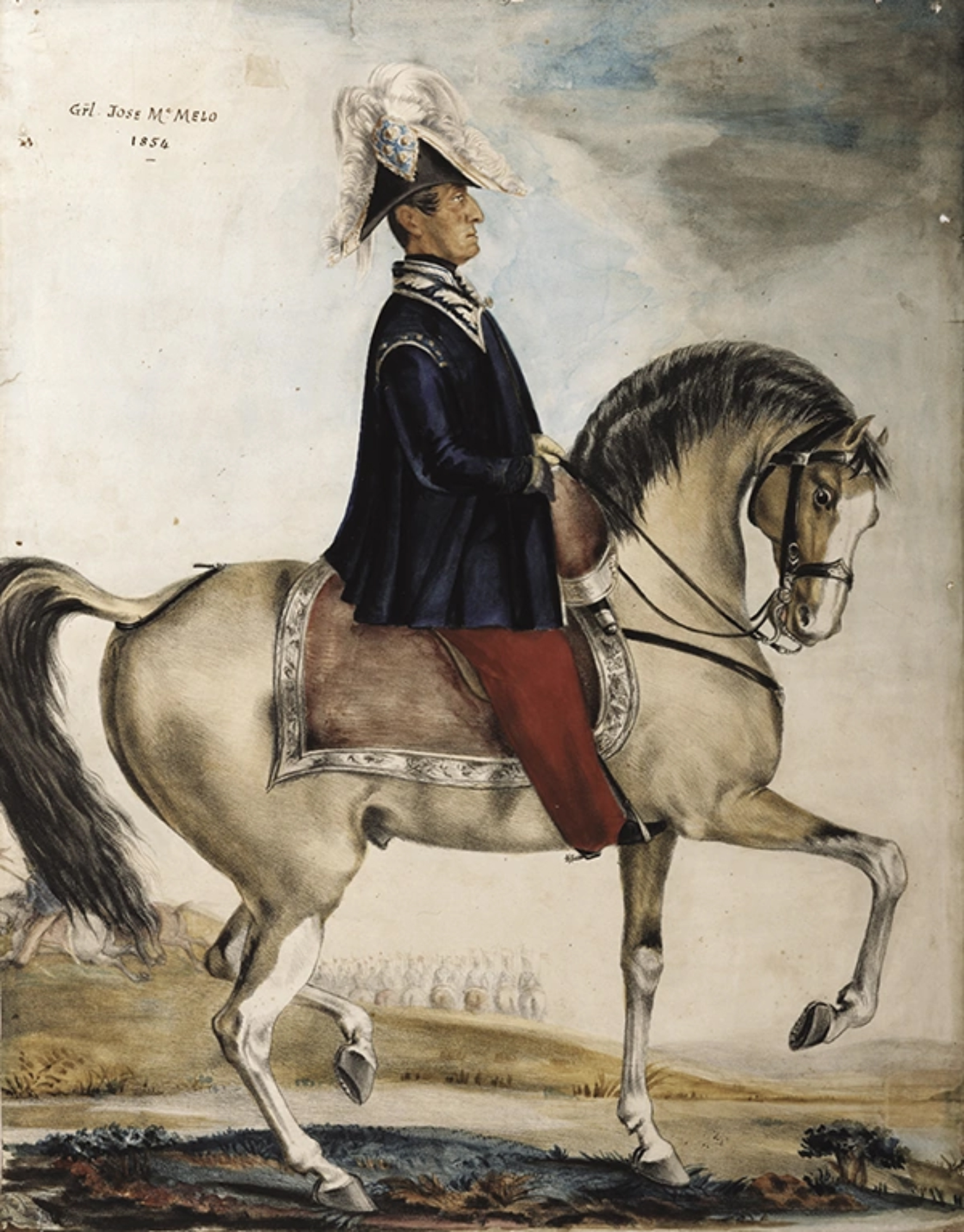
General José María Melo Ortiz. Pintura de José María Espinosa, de 1854 Galería de los presidentes. Museo Nacional de Bogotá, Colombia.

En las elecciones presidenciales de 1853, el candidato liberal radical Tomás Herrera (apoyado por Melo) fue derrotado por el candidato liberal moderado Obando. El partido liberal se hallaba dividido en dos bandos: los draconianos que junto con las Sociedades Democráticas lo apoyaban, cuyos conductores eran José de Obaldía y Lorenzo María Lleras y los gólgotas con Manuel Murillo Toro y Florentino González como jefes. Los artesanos apoyaron la candidatura del expresidente Obando, quien se posesionó  el primero de abril de 1853. Los gólgotas y los partidarios de la libertad de importaciones, se aliaron con el conservadurismo —del que formaban parte los esclavistas y los clericales— y controlaron conjuntamente, tanto el Congreso, como las gobernaciones y numerosas alcaldías. Aprobaron una nueva constitución que debilitó a los aliados de los artesanos, el presidente y el ejército nacional y le dio el mayor poder a las provincias, base de apoyo del Congreso y fortaleció la libertad de importaciones. Los enfrentamientos con los sectores conservadores y de la élite se multiplicaron y frecuentemente en las calles chocaban “cachacos” aristócratas con “guaches” de la plebe urbana.

#### Guerra civil y "gobierno provisional" de 1854

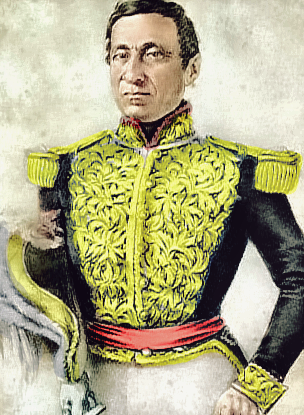
Litografía de Melo.

De forma inmediata se formó una alianza «constitucionalista» militar de radicales y conservadores, quienes iniciaron la ofensiva contra Melo: combatieron en Pamplona, Bucaramanga, Vélez, Tunja, Tequendama y Cali, y lograron cercar al ejército melista en el perímetro de la ciudad de Bogotá. Melo organizó sus fuerzas en el llamado «Ejército Regenerador» y venció en la batalla de Zipaquirá permaneciendo en el poder durante ocho meses.
El expresidente Mosquera organizó, financió y dirigió el ejército del norte que marchó desde Barranquilla. El expresidente López encabezó el ejército del sur, que derrotó a los artesanos en Cali y viajó desde el Cauca, y el Huila, y Joaquín París Ricaurte (pariente de la primera esposa de Melo) comandó la división del Alto Magdalena que con tropas antioqueñas cruzó el río Magdalena por Honda (Tolima) y se unió a las tropas de Julio Arboleda, que habían tomado la región de Guaduas.
Proceso a los golpistas
Los artesanos acusados de participar en la toma del poder fueron llevados presos a una zona aledaña al río Chagres en Panamá, bajo la pena de trabajos forzados; algunos murieron en prisión aunque la mayoría fallecieron durante el viaje a pie.

### Destierro de Melo en América Central y México
Tras su estadía inicial en Panamá, Melo quien tenía por pena un destierro por ocho años, se embarcó a Costa Rica y ayudó a combatir contra la invasión del aventurero estadounidense William Walker a Nicaragua. Una vez obtenida la victoria sobre la invasión, fue en 1859 a El Salvador a trabajar como instructor de tropas el 16 de mayo de 1859. Su esposa, Juliana Granados, falleció en tal destino.

#### Guerra de Reforma

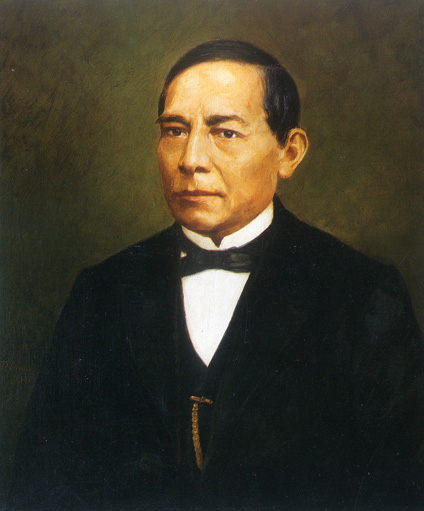
El presidente Juárez, su último socio político.

Melo decidió ir como voluntario a la Guerra de Reforma en México, donde luchó en defensa del gobierno de Benito Juárez. Melo llegó hacia el 10 de octubre a la frontera mexicana. El gobernador liberal del Estado de Chiapas, Ángel Albino Corzo, convenció al presidente Benito Juárez para que autorizara su incorporación al nuevo ejército fronterizo que estaba envuelto en la guerra. Juárez había rechazado toda intervención extranjera, como la del cónsul británico George Buckley-Mathew.
Melo organizó alrededor de un centenar de jinetes, para formar un destacamento de caballería, y con su nueva fuerza viajó hacia Comitán con el fin de proteger la frontera entre México y Guatemala, área que era objeto de incursiones frecuentes por parte del general mexicano conservador Juan Ortega, quien había tomado refugio al sur de la frontera.

### Fallecimiento

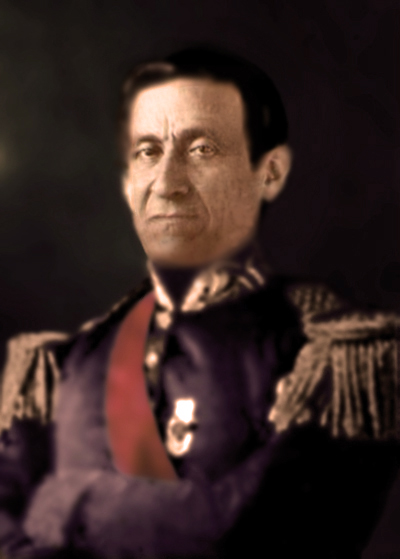
Melo en sus últimos años.

En la madrugada del 1 de junio de 1860, el pequeño ejército juarista que descansaba en la finca Juncaná, ubicada en lo que hoy es La Trinitaria (Chiapas), fue sorprendido y atacado. Melo fue herido y detenido y luego estuvo sin atención más de una hora. Ningún juicio se le siguió. Hubo orden expresa del general Juan Ortega para asesinarlo. La orden fue cumplida por el cabo Isidro Tordillo y el sargento José Maldonado, de acuerdo con la carta de Romualdo Guillén, de las tropas de Ortega, fechada sólo cuatro días después.
Tras veinte días, una vez hubo pasado las hostilidades de Ortega en la zona, se pudo comprobar que Melo había sido sepultado por los indígenas tojolabales frente a la capilla de lo que había sido la hacienda Juncaná.

## Homenajes
En Juncaná, el Gobierno de Chiapas erigió un monumento en su honor.

## Familia

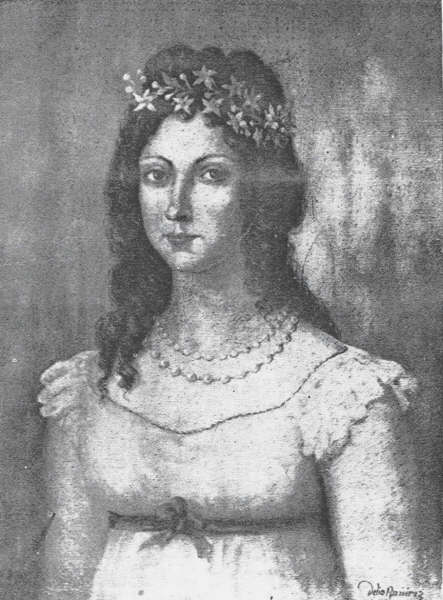
Dolores Vargas, su cuñada.

José María Melo era parte de la élite de la Nueva Granada, era hijo del político y abogado Manuel Antonio Melo de la Abadía, y de María Antonia Ortiz Nagle. Su padre participó en la campaña libertadora, y previamente fue alcalde de Ibagué, en 1813. Eran hermano del sacerdote católico Manuel Vicente Melo Ortiz, quien se sabe, fue padre de varios hijos ilegítimos.

### Matrimonio y descendencia
Melo contrajo matrimonio en Bogotá con Teresa Vargas París, hija del funcionario criollo Ignacio de Vargas Tavera y de Ignacia París Ricaurte, quien era hija de los próceres de la Independencia de Colombia, el militar español José Martín París Álvarez y su esposa, Genoveva Ricaurte Mauris. Melo por tanto era cuñado de Dolores Vargas París, quien a su vez era esposa del militar venezolano Rafael Urdaneta.
Con Teresa, José María Melo tuvo a sus hijosː José María (fallecido en un naufragio en el lago de Maracaibo), Bolivia (bautizada en honor a Simón Bolívar y fallecida soltera en Caracas) y María de la Paz Melo Vargas.
Enviudado de Teresa, Melo se casó en segundas nupcias en 1843 con la panameña Juliana Granados, con quien fue padre de Máximo Melo Granados.